# Ponte John Fitzgerald Kennedy
Il Ponte John Fitzgerald Kennedy, conosciuto anche come Ponte Nuovo, è un'opera stradale che collega i comuni di Lecco e Malgrate in Lombardia.

L'infrastruttura segna il confine meridionale del ramo orientale del Lago di Como ed è situato in coincidenza del punto in cui l'Adda, unico emissario del lago, riprende il suo corso fino al fiume Po.

## Storia

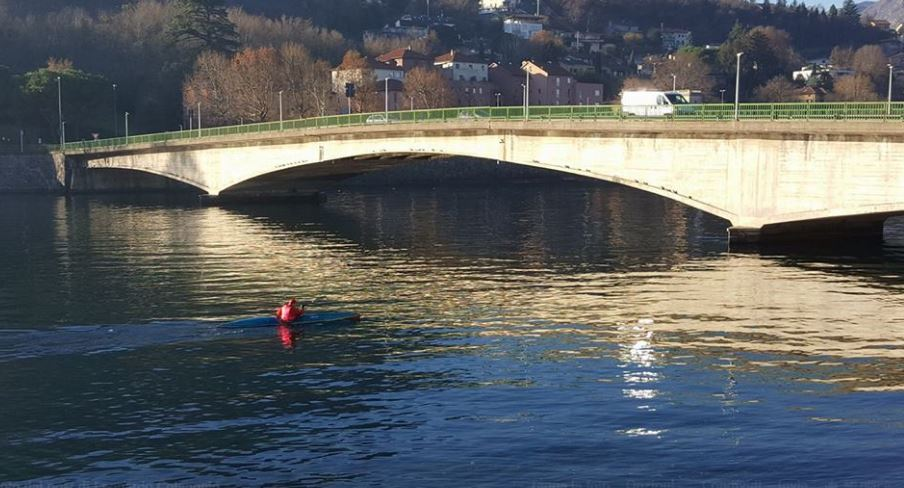
Ponte John Fitzgerald Kennedy

Nella prima metà del XX secolo, benché la circolazione non fosse lontanamente confrontabile con l'odierna, tutto il traffico automobilistico oltre alla linea tranviaria transitava esclusivamente sul vicino Ponte Azzone Visconti che risultò ben presto una congestionata arteria sia in entrata che in uscita dalla città.
La progettazione di questo ponte iniziò con i primi rilievi avviati fra il 1939-1940 su richiesta del podestà mentre l'avvio dei lavori di costruzione si ebbero nel 1942, su disegno dell'ingegnere Arturo Danusso, interrotti l'anno successivo per l'evoluzione dei conflitti bellici della Seconda guerra mondiale. 

Nel 1950, su sollecitazione del comune tramite l'onorevole Celestino Ferrario che contattò il ministro dei trasporti dell'epoca, i lavori interrotti alle due spalle del ponte ripresero sollecitamente per poi essere inaugurato il 23 ottobre 1955 alla presenza delle autorità cittadine e del comasco Virginio Bertinelli.
La nuova infrastruttura si è distinta fin da subito per eleganza ed essenzialità della forma impostata dalla dinamicità di sole tre grandi arcate che coprono l'intero braccio del fiume. Fu intitolato al presidente statunitense John Fitzgerald Kennedy successivamente al suo assassinio nel 1963.

Nonostante sia comunemente chiamato ponte Nuovo tale viadotto non è il più recente in città poiché nel 1985 venne inaugurato il ponte Alessandro Manzoni nei pressi del Lago di Garlate, un'opera connessa alla costruenda variazione di percorso della superstrada che collegherà solo nel 1999 Milano con la Valtellina attraverso il traforo del Monte Barro e il tunnel che sottopassa Lecco evitando così il ponte che, situato sul vecchio tracciato, ne subiva il crescente congestionamento.
Nel corso del 2016 è stata modificata la viabilità in quanto, a seguito della soppressione della corsia in entrata verso Lecco del ponte Azzone Visconti, il traffico è stato mutato in due corsie di ingresso in città ed una in uscita grazie alla larghezza delle carreggiate esistenti che possono consentire tale intervento.
Nell'estate 2020 è stata effettuata la sostituzione completa dei vecchi parapetti con dei nuovi manufatti in acciaio inox oltre all'installazione di un nuovo sistema di illuminazione della struttura che valorizza gli elementi architettonici sotto il piano stradale. A questi interventi si è provveduto ad eseguire un'indagine diagnostica volta alla valutazione statica e antisismica del ponte.